# Науру на Светском првенству у атлетици на отвореном 2011.
Науру је на 13. Светском првенству у атлетици на отвореном 2011. одржаном у Тегуу од 27. августа до 4. септембра учествовао је тринаести пут, односно учествовао је на свим првенствиима до данас. Репрезентацију Науруа представљало је двоје атлетичара (1 мушкарац и 1 жена) који су се такмичили у трци на 100 метара., 
На овом првенству Науру није освојило ниједну медаљу, али је Лавлит Детенамо поставила нови национални рекорд, а Џошуа Џеремаја нови лични рекорд.

## Учесници по дисциплинама
| Дисциплина | Мушкарци | Жене | Укупно |
| ---------- | -------- | ---- | ------ |
| 100 м      | 1        | 1    | 2      |
| Укупно (2) | 1        | 1    | 2      |

## Резултати

### Мушкарци
| Атлетичар      | Дисциплина | Лични рекорд | Предтакмичење | Предтакмичење | Квалификације        | Квалификације        | Полуфинале           | Полуфинале           | Финале               | Финале       | Детаљи |
| Атлетичар      | Дисциплина | Лични рекорд | Резултат      | Место         | Резултат             | Место                | Резултат             | Место                | Резултат             | Место        | Детаљи |
| -------------- | ---------- | ------------ | ------------- | ------------- | -------------------- | -------------------- | -------------------- | -------------------- | -------------------- | ------------ | ------ |
| Џошуа Џеремаја | 100 м      | 3:31,06      | 11,44 ЛР      | 6. у гр. 1    | Није се квалификовао | Није се квалификовао | Није се квалификовао | Није се квалификовао | Није се квалификовао | 63 / 71 (75) |        |

## Резултати

### Жене
| Атлетичарка     | Дисциплина | Лични рекорд | Предтакмичење | Предтакмичење | Квалификације | Квалификације | Полуфинале            | Полуфинале            | Финале                | Финале       | Детаљи |
| Атлетичарка     | Дисциплина | Лични рекорд | Резултат      | Место         | Резултат      | Место         | Резултат              | Место                 | Резултат              | Место        | Детаљи |
| --------------- | ---------- | ------------ | ------------- | ------------- | ------------- | ------------- | --------------------- | --------------------- | --------------------- | ------------ | ------ |
| Лавлит Детенамо | 100 м      | 12,75        | 12,63 КВ, ЛР  | 3. у гр. 1    | 12,51 НР      | 7. у гр. 5    | Није се квалификовала | Није се квалификовала | Није се квалификовала | 52 / 71 (73) |        |